# Мальцевское сельское поселение (Кемеровская область)
Ма́льцевское се́льское поселе́ние — упразднённое муниципальное образование в Юргинском районе Кемеровской области. Административный центр — село Мальцево.

## История
Мальцевское сельское поселение образовано 17 декабря 2004 года в соответствии с Законом Кемеровской области № 104-ОЗ.

## Население
| 2010  | 2011  | 2012  | 2013  | 2014  | 2015  | 2016  |
| ----- | ----- | ----- | ----- | ----- | ----- | ----- |
| 1406  | ↘1405 | ↘1376 | ↘1367 | ↗1371 | ↘1350 | ↘1327 |
| 2017  | 2018  | 2019  |       |       |       |       |
| ↘1316 | ↘1285 | ↘1254 |       |       |       |       |

## Состав сельского поселения
| № | Населённый пункт | Тип населённого пункта       | Население |
| - | ---------------- | ---------------------------- | --------- |
| 1 | Елгино           | деревня                      | 441       |
| 2 | Мальцево         | село, административный центр | 513       |
| 3 | Милютино         | деревня                      | 105       |
| 4 | Томилово         | деревня                      | 347       |